# Liam McIntyre
Liam McIntyre est un acteur australien né le 8 février 1982 à Adelaide.

## Carrière
Liam McIntyre a commencé sa carrière dans des courts-métrages ; toutefois, il semble bien vite promis à une carrière télévisuelle. Après être apparu dans Rush et Les Voisins, deux séries populaires en Australie, il est remarqué en tant que vedette invitée dans la production aux multiples nominations d'HBO : The Pacific.
McIntyre a été choisi pour remplacer Andy Whitfield dans le rôle-titre de Spartacus, la série télévisée produite par Starz. Andy Whitfield, malade, ayant donné à la chaîne son accord pour le remplacer et reprendre sans lui le tournage de la série, les producteurs ont choisi d'engager, après une longue sélection, Liam McIntyre. Whitfield rencontre son successeur et lui accorde sa « bénédiction ».
McIntyre interprète donc le personnage central de Spartacus dans Spartacus : Vengeance et Spartacus : La Guerre des damnés, les deux saisons qui succèdent à Spartacus : Le Sang des gladiateurs.

## Vie privée
Dès 2010, McIntyre commence à fréquenter la chanteuse et actrice australienne Erin Hasan, qui est notamment la doublure officielle pour le rôle de Glinda dans Wicked. Ils se sont officiellement fiancés en décembre 2012 et se sont mariés le 5 janvier 2014,,.

## Filmographie
| Année(s)  | Titre                              | Rôle                             | Notes                           |
| --------- | ---------------------------------- | -------------------------------- | ------------------------------- |
| 2007      | Shotgun! [An Opening Sequence]     | Antonio                          | Court-métrage                   |
| 2007–2009 | Fancy                              | Nigel                            | Court-métrage                   |
| 2009      | Anniversary                        | Harry                            | Court-métrage                   |
| 2009      | Niflheim: Blood & Bullets          | Lance Corporal Christopher Bragi | Film                            |
| 2010      | Bottled Up                         | Bruce                            | Court-métrage                   |
| 2010      | Radev                              | Nik Radev                        | Court-métrage                   |
| 2010      | Les Voisins                        | Bradley Hewson                   | Série télévisée (Un épisode)    |
| 2010      | Rush                               | Sergeant Matt Connor             | Série télévisée (Deux épisodes) |
| 2010      | The Pacific                        | Lew                              | Mini-série (Épisode : Iwo Jima) |
| 2010      | A Bitter Sip of Life               | Manu                             | Court-métrage                   |
| 2011      | Ektopos                            | Simon                            | Film                            |
| 2012      | Spartacus : Vengeance              | Spartacus                        | Série télévisée, rôle principal |
| 2013      | Spartacus : La Guerre des damnés   | Spartacus                        | Série télévisée, rôle principal |
| 2014      | La Légende d'Hercule               | Sotiris                          | Film                            |
| 2014-2018 | The Flash                          | Mark Mardon / The Weather Wizard | Série télévisée (Cinq épisodes) |
| 2016      | Albion : The Enchanted Stallion    | Erémon                           | Film                            |
| 2017      | Security                           | Vance                            | Film                            |
| 2021      | Idylle sur une île                 | Chip                             | Film                            |
| 2023      | La Place du mort (Bring Him to Me) | Travis                           | Film                            |